# Гмина
Гмина (на полски: gmina) е термин, с който се нарича най-малката административна единица в Полша. Отговаря на българската община.
Ръководството на една гмина се състои от гмински съвет, избиран на всеобщите избори за местна власт, а също така и управление, избираемо от гминския съвет, което осъществява изпълнителната власт в гмината. В селските гмини председателят се нарича войт (wójt), в по-малките градове – бурмистър (burmistrz), а в големите – президент (prezydent).
В компетенциите на гмината влизат поддръжката на началните училища, детските градини, библиотеките, културните домове, местния транспорт, пътища, управлението на местните пазари и здравеопазването.
Гмината отговаря за обществения порядък и сигурност на своята територия, организацията на комуналното стопанство и др. След последната административна реформа в компетенциите на гмината влизат и финансовите средства.